# Mario Puricelli
Mario Puricelli (Milano, 13 maggio 1921 – ...) è stato un calciatore italiano, di ruolo mediano.

## Carriera
Ha disputato gli anni di guerra nella squadra del Dopolavoro di Breda, una sezione delle Acciaierie Falck, nata nel 1920 e che confluirà nella nuova Pro Sesto dal campionato di Serie B 1945-1946.
Nel dopoguerra ha disputato a Sesto San Giovanni con la Pro Sesto cinque campionati di Serie B; tra i cadetti ha esordito a Crema il 30 dicembre 1945 nella partita Crema-Pro Sesto (1-0) ed in tutto ha disputato con la Pro Sesto 64 partite di Serie B.